# 秋田港・能代港沖の洋上風力発電

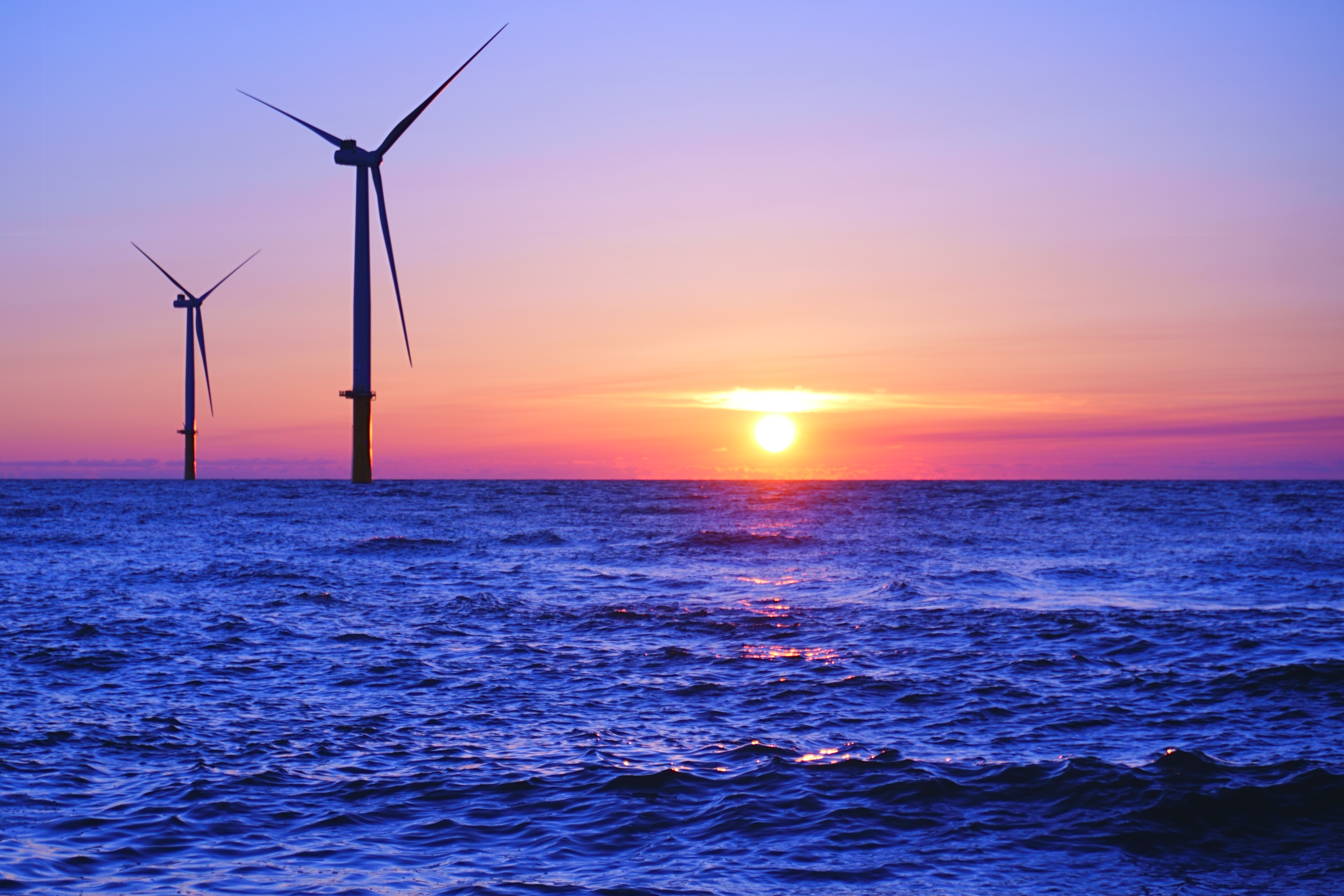
能代港の洋上風力発電施設

秋田港・能代港沖の洋上風力発電（あきたこう・のしろこうおきのようじょうふうりょくはつでん）とは、2022年の商用運転開始を目標に建設されている洋上風力発電事業である。日本海に面した秋田港（秋田県秋田市）と能代港（同能代市）の港湾区域内に、それぞれ13基と20基の着床式風力発電設備を設置、合計出力約14万kWを目指す計画であり、これは日本国内で初の商業ベースでの大型洋上風力発電事業でもある。本項では、秋田沖・能代沖の両計画についてまとめて概説する。

## 概要
冒頭で述べたとおり、秋田港と能代港の港湾区域内に、それぞれ13基と20基の着床式風力発電設備を設置、秋田港では約5.5万kW、能代港では約8.4万kWの発電能力を見込む。1基あたりの発電能力はおよそ4,200kWで、 ベスタスと三菱重工業との合弁会社であるMHIベスタス製である。
事業主体は秋田洋上風力発電株式会社（AOW）だが、これは筆頭株主である丸紅をはじめ、関西電力、中部電力、東北自然エネルギー（東北電力の関連会社）、コスモエコパワー（コスモエネルギーホールディングスの子会社）、大林組からなる秋田県外企業6社と、秋田銀行をはじめとする秋田県内企業7社によって設立された特別目的会社（SPC）である。事業期間として20年間を見込み、発電した電力は固定価格買取制度に基づき東北電力に売却する事業スキームとなっている。なお、総投資額はおよそ1,000億円に及ぶが、三菱UFJ銀行、みずほ銀行、三井住友銀行のメガバンク3行を共同主幹事行とした、国内外の金融機関からの協調融資により資金を調達するとしている。

## 建設までの経緯
西を日本海に面した秋田県は、年間を通じて風況が安定し、国内でも有数の風力発電の適地とされる。秋田県では、再生可能エネルギー導入に向けて2014年に、「秋田港・能代港再生可能エネルギー導入検討協議会」を設置、有識者・港湾利用者・漁業関係者・放送関係者・行政関係者らからなる検討会を実施し、秋田・能代両港の港湾区域内での適地の選定、風車の設置想定、予想される課題の洗い出し等を行った。その結果両港とも年間6.5～7m/s以上の平均風速を得られ、事業化の目安を満たすことが判明している。検討会を経て同年に秋田県で事業者の公募を行い、応募した2事業者を検討した結果、2015年2月5日に丸紅が事業者として選定された。同年丸紅／大林組／エコ・パワー株式会社による環境アセスメントが行われた。8月21日に計画段階環境配慮書が受理され、10月30日に環境大臣意見が付され、11月13日に経済産業大臣意見が付された。その際『洋上風力発電事業の環境影響については十分に解明されていない点もあることから、調査、予測及び評価の実施、並びに環境保全措置の実施検討に当たっては、最新の知見及び先行事例の知見を反映すること』（二重鍵括弧内は環境省ホームページよりそのまま引用）が求められている。引き続き2016年4月には丸紅ほか出資企業により先述の特別目的会社秋田洋上風力発電株式会社（AOW）が設立され、引き続き事業化に向け出資企業の共同で調査を行うと発表された。2020年2月には正式に事業化が決定、建設フェーズに移行した。また、秋田・能代両港は、鹿島港・北九州港とともに2020年8月に洋上風力の整備港としても指定されている。
2020年2月には秋田洋上風力発電（AOW）より能代市内に大型風車の維持管理拠点を設置することが公表され、3月には工事を受注した鹿島・住友電工JVにより本格的に工事に着手することが明らかにされた。同月丸紅からはイギリス・シージャックス社と基礎据付工事の契約締結と洋上風力据付船の導入について発表された。これはモノパイル式の基礎を港湾内に打設するためで、シージャックス社が保有する自己昇降式作業台船（SEP船）「ザラタン」号を同社の日本法人シージャックス・ジャパン保有として傭船したものである。「ザラタン」号は2021年4月20日に秋田港に入港、能代港では5月11日から打設作業を開始、秋田港では6月11日から打設作業を行った。この際打設にともなう騒音により市民から苦情が寄せられている。また、工事の進捗にともない秋田洋上風力発電の出資企業である大森建設など4社により作業船運航会社「アキタOWサービス」が設立され、作業員の輸送船「レッドスター」号が新造された。基礎の打設工事は2021年9月をもって終了し、風車本体の設置工事は2022年に入ってからとなる見込みである。また、2021年10月8日には秋田市土崎港にある商業施設「秋田ベイパラダイス」内に秋田洋上風力発電の展示紹介コーナーが設置されている。

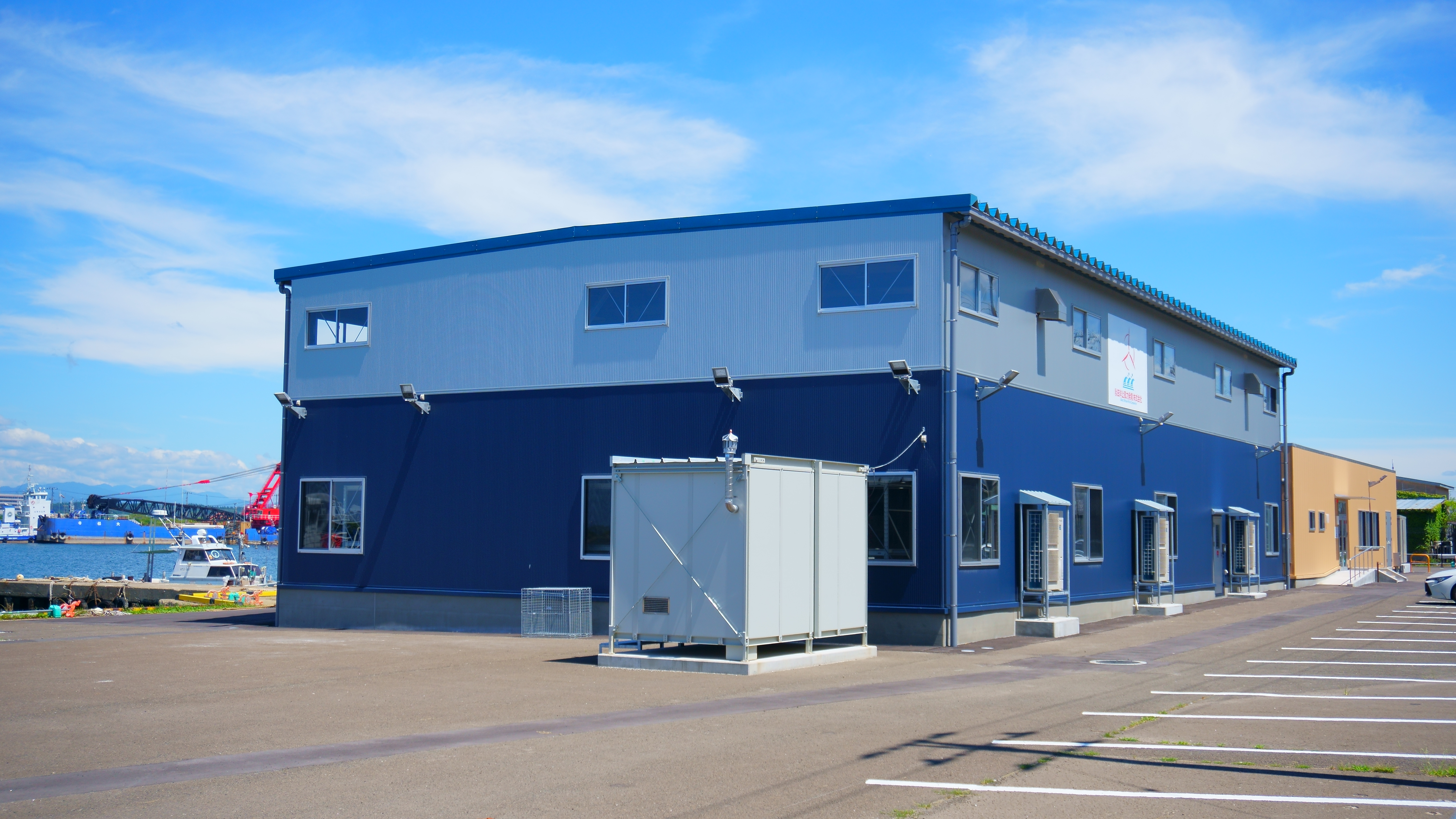
秋田洋上風力発電能代事業所
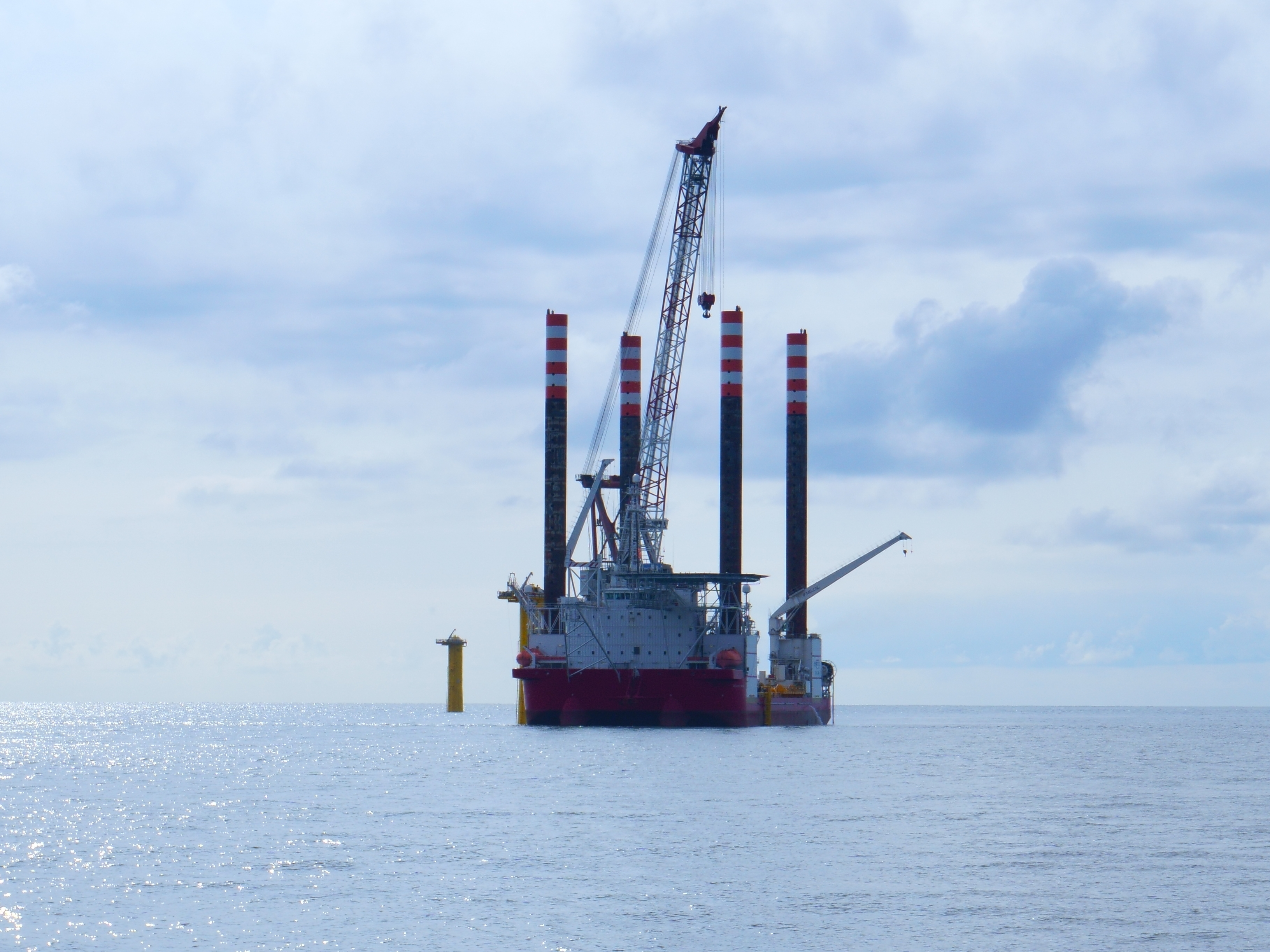
能代港の沖合に停泊する「ザラタン」号
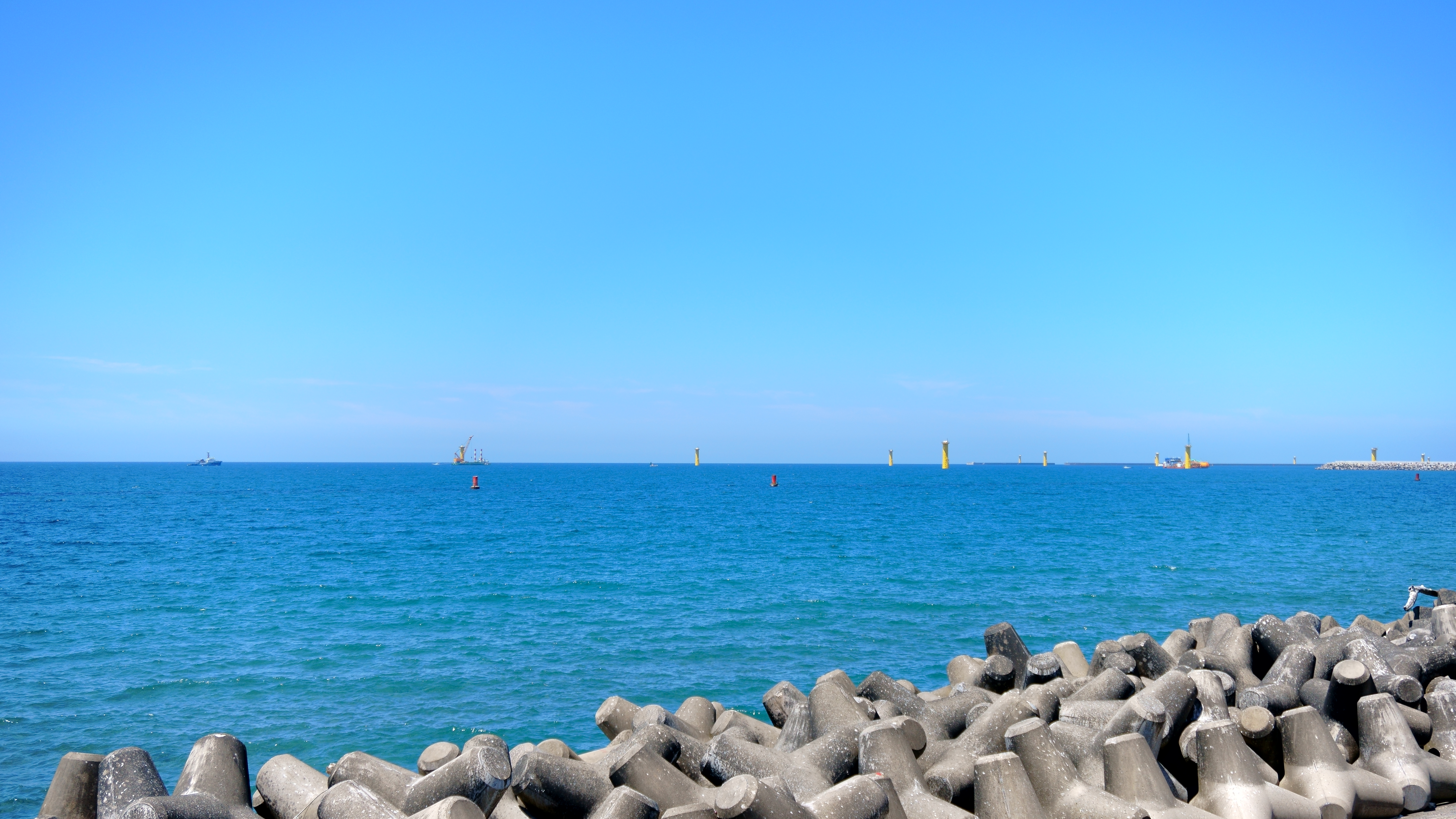
能代市の沖合に設置された洋上風力発電の基礎杭
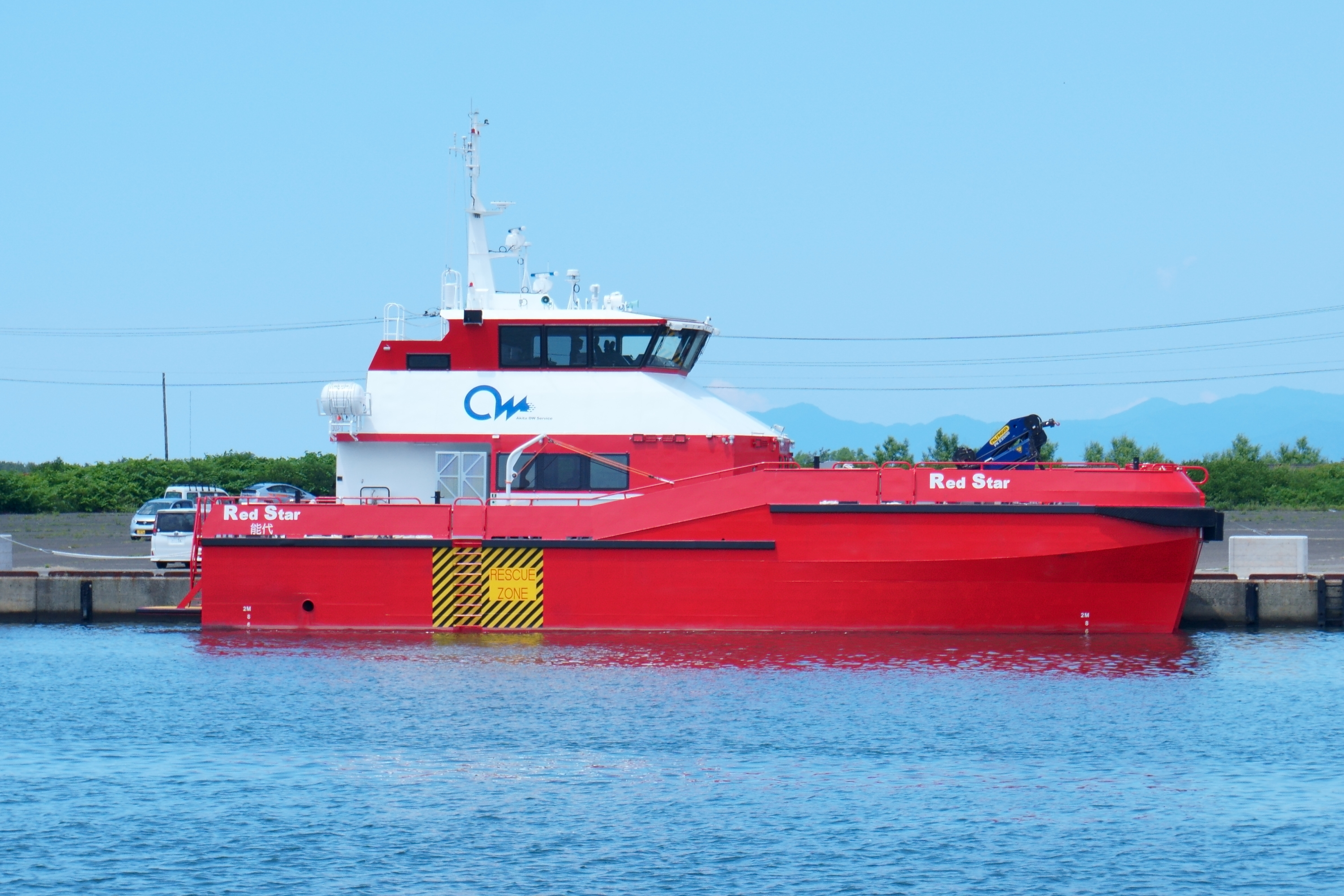
アキタOWサービス保有の作業員輸送船「レッドスター」
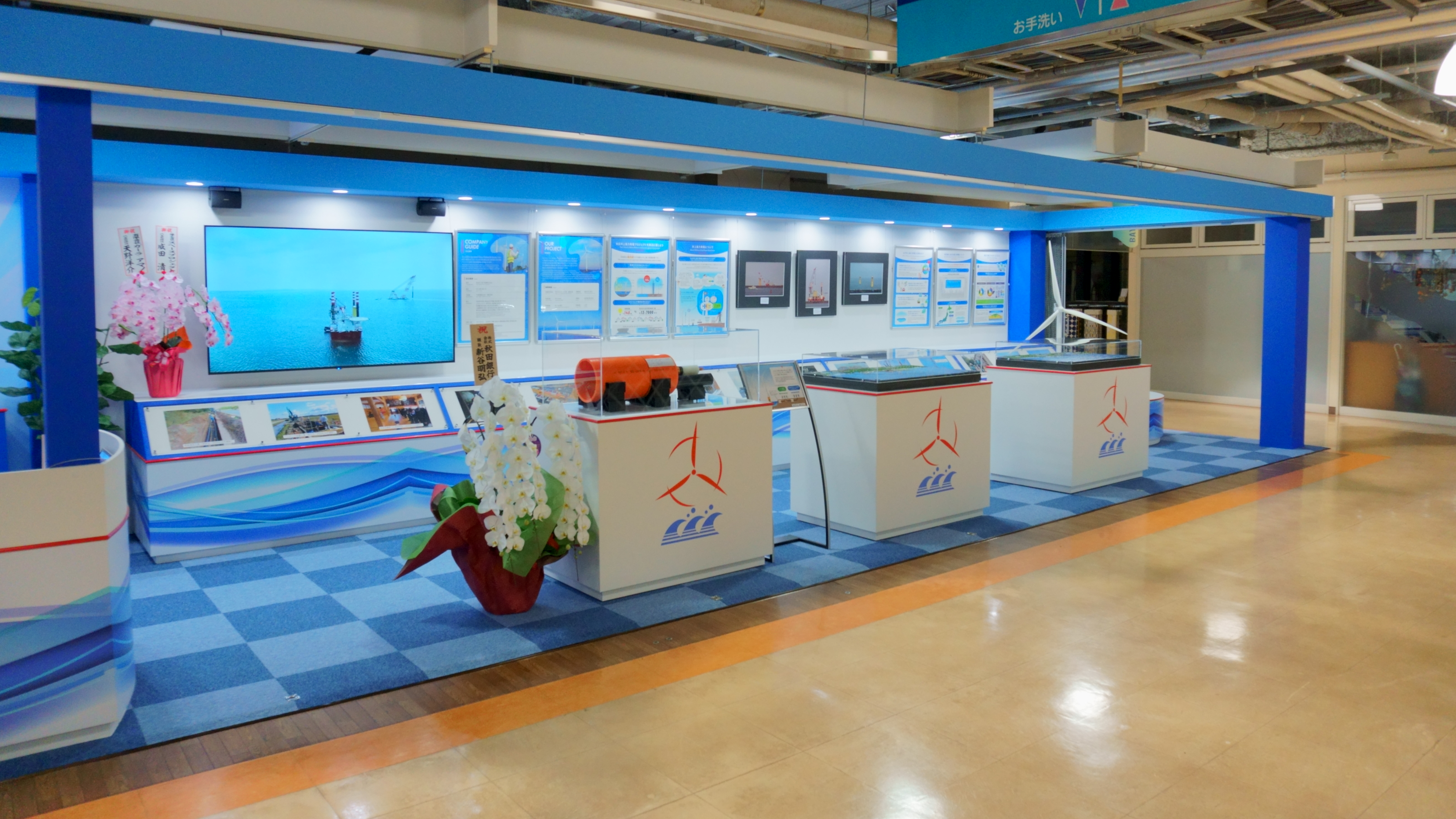
秋田市土崎港の商業施設「秋田ベイパラダイス」内に設置された秋田洋上風力発電の展示コーナー